# Keito Nakamura
Keito Nakamura (中村 敬斗?, Keito Nakamura; Abiko, 28 luglio 2000) è un calciatore giapponese, attaccante dello Stade Reims e della nazionale giapponese.

## Caratteristiche tecniche
È una seconda punta, è di piede destro ma è capace di fare rete contando anche sul sinistro; è un giocatore veloce che sfrutta bene gli spazi liberi, oltre a saper reagire bene ai passaggi che gli vengono offerti, abile nel creare occasioni, riesce a tagliare bene in area di rigore, sfrutta al meglio la sua abilità di finalizzatore dalla media-corta distanza, anche se in alcune occasioni si rivela capace di segnare anche adoperando il tiro da fuori area.

## Carriera

### Club

#### Gamba Osaka
La sua carriera nel professionismo ha avuto inizio nel Gamba Osaka nel 2018, debuttando il 24 febbraio 2018 nella J1 League entrando in campo nel secondo tempo, perdendo per 3-2 contro il Nagoya Grampus. È nella Coppa J.League che segna il suo primo gol, con la rete del 4-1 battendo l'Urawa Red. Segna invece il suo secondo gol durante il campionato battendo il V-Varen Nagasaki infatti è autore della rete del 2-1. Nell'edizione 2019 della Coppa J.League segna il gol del 4-1 sconfiggendo il Júbilo Iwata, inoltre riesce a segnare la rete del 3-1 battendo lo Shimizu S-Pulse. Durante la Coppa dell'Imperatore segna per la prima volta una tripletta tra professionista nella vittoria per 7-1 contro il Kamatamare Sanuki.

#### Twente e Sint-Truiden
Nel luglio 2019 viene acquistato dal Twente con la formula del prestito biennale, nella KNVB beker segna una doppietta decidendo la vittoria per 2-0 contro il De Treffers. Durante il campionato olandese segna una rete su punizione vincendo per 3-1 contro il Groningen, un altro gol lo segna nella vittoria per 3-2 battendo il Fortuna Sittard. Viene ceduto il prestito al Sint-Truidense giocando solo cinque partite nel campionato belga, segna un solo gol, perdendo per 3-2 contro il Royal Excel Mouscron.

#### Juniors OÖ e LASK
A partire dal 2021 gioca nella 2. Liga, la seconda divisione calcistica austriaca con il Juniors OÖ segna la sua prima rete nella sconfitta per 3-1 subita dallo Vorwärts Steyr, grazia al gol di Nakamura la squadra batte per 1-0 il Blau-Weiß Linz, segna una doppietta perdendo per 4-2 contro il SV Lafnitz, la sua ultima rete nella seconda divisione austriaca la segna perdendo per 5-1 contro il Fußballclub Wacker Innsbruck.
Viene acquistato dal LASK nella massima serie di calcio austriaca, nella sua prima stagione segna una doppietta, nel campionato battendo per 6-0 il WSG Swarovski Tirol e pareggiando per 3-3 contro il TSV Hartberg, oltre che nella vittoria per 2-0 sconfiggendo in Conference League l'Alashkert FC. Nell'edizione 2022-2023 della Coppa Austria segna un gol nella schiacciante vittoria per 9-1 contro lo Schwaz, oltre che una doppietta battendo per 4-1 l'Imst. Nella sua seconda stagione in campionato raggiunge la 7ª posizione nella classifica marcatori, il LASK vince per 1-0 sia contro il Sturm Graz che contro l'Altach per merito delle reti di Nakamura, segna un gol anche nella vittorie contro l'Austria Klagenfurt e l'Austria Vienna, riesce a fare un gol battendo per 3-2 il WSG Swarovski Tirol e un altro sconfiggendo per 4-1 il Wolfsberger AC.

#### Stade Reims
Il 10 agosto 2023 viene acquistato dallo Stade Reims.

### Nazionale
Viene convocato nella Nazionale Under-15 segnando un gol di punizione battendo per 3-2 la Francia, inoltre nella Coppa d'Asia giovanile tenutasi nel 2016 con la Nazionale Under 16 apre le marcature durante le qualificazioni nella vittoria per 7-0 contro Hong Kong, oltre alla doppietta sconfiggendo per 17-0 la Mongolia, ottenuta la qualificazione il Giappone arriva quarto nel campionato continentale, segna due reti battendo per 8-0 il Kyrgyzstan. Questo posizionamento consente al Giappone di qualificarsi per il Mondiale Under-17 nell'edizione India 2017, dove segna una tripletta battendo per 6-1 l'Honduras, inoltre segna un gol nel pareggio per 1-1 contro la Nuova Caledonia.
Con la Nazionale di calcio del Giappone esordisce nel 2023 pareggiando per 1-1 contro l'Uruguay, Nakamura entra in campo solo nei minuti di recupero del secondo tempo, mentre nell'amichevole vinta per 6-0 contro l'El Salvador segna una rete, è autore di una doppietta battendo per 4-2 la Turchia.
Il 1º gennaio 2024 viene convocato per la Coppa d'Asia 2023.

## Statistiche

### Presenze e reti nei club
Statistiche aggiornate al 6 febbraio 2025.
| Stagione           | Club               | Campionato         | Campionato | Campionato | Coppe nazionali | Coppe nazionali | Coppe nazionali | Coppe continentali | Coppe continentali | Coppe continentali | Altre coppe | Altre coppe | Altre coppe | Totale | Totale |
| Stagione           | Club               | Comp               | Pres       | Reti       | Comp            | Pres            | Reti            | Comp               | Pres               | Reti               | Comp        | Pres        | Reti        | Pres   | Reti   |
| ------------------ | ------------------ | ------------------ | ---------- | ---------- | --------------- | --------------- | --------------- | ------------------ | ------------------ | ------------------ | ----------- | ----------- | ----------- | ------ | ------ |
| 2018               | Gamba Osaka U-23   | J3                 | 15         | 4          | -               | -               | -               | -                  | -                  | -                  | -           | -           | -           | 15     | 4      |
| gen.-lug. 2019     | Gamba Osaka U-23   | J3                 | 6          | 1          | -               | -               | -               | -                  | -                  | -                  | -           | -           | -           | 6      | 1      |
| Totale Gamba Osaka | Totale Gamba Osaka | Totale Gamba Osaka | 21         | 5          |                 | -               | -               |                    | -                  | -                  |             | -           | -           | 21     | 5      |
| 2018               | Gamba Osaka        | J1                 | 17         | 1          | CG+JLC          | 1+7             | 0+1             | -                  | -                  | -                  | -           | -           | -           | 25     | 2      |
| gen.-lug. 2019     | Gamba Osaka        | J1                 | 7          | 0          | CG+JLC          | 1+5             | 3+3             | -                  | -                  | -                  | -           | -           | -           | 13     | 6      |
| Totale Gamba Osaka | Totale Gamba Osaka | Totale Gamba Osaka | 24         | 1          |                 | 14              | 7               |                    | -                  | -                  |             | -           | -           | 38     | 8      |
| 2019-2020          | Jong Twente        | EED                | 6          | 5          | -               | -               | -               | -                  | -                  | -                  | -           | -           | -           | 6      | 5      |
| 2019-2020          | Twente             | ED                 | 17         | 4          | CO              | 1               | 2               | -                  | -                  | -                  | -           | -           | -           | 18     | 6      |
| 2020-feb. 2021     | Sint-Truiden       | PL                 | 5          | 1          | CB              | -               | -               | -                  | -                  | -                  | -           | -           | -           | 5      | 1      |
| feb.-giu. 2021     | Juniors OÖ         | 2L                 | 9          | 2          | -               | -               | -               | -                  | -                  | -                  | -           | -           | -           | 9      | 2      |
| 2021-2022          | Juniors OÖ         | 2L                 | 5          | 3          | -               | -               | -               | -                  | -                  | -                  | -           | -           | -           | 5      | 3      |
| Totale Juniors OÖ  | Totale Juniors OÖ  | Totale Juniors OÖ  | 14         | 5          |                 | -               | -               |                    | -                  | -                  |             | -           | -           | 14     | 5      |
| 2021-2022          | LASK               | BL                 | 22         | 6          | CA              | 3               | 0               | UECL               | 7                  | 3                  | -           | -           | -           | 32     | 9      |
| 2022-2023          | LASK               | BL                 | 31         | 14         | CA              | 5               | 3               | -                  | -                  | -                  | -           | -           | -           | 36     | 17     |
| ago. 2023          | LASK               | BL                 | 1          | 0          | CA              | 0               | 0               | UEL                | -                  | -                  | -           | -           | -           | 1      | 0      |
| Totale LASK        | Totale LASK        | Totale LASK        | 54         | 20         |                 | 8               | 3               |                    | 7                  | 3                  |             | -           | -           | 69     | 26     |
| 2023-2024          | Stade Reims        | L1                 | 25         | 4          | CF              | 0               | 0               | -                  | -                  | -                  | -           | -           | -           | 25     | 4      |
| 2024-2025          | Stade Reims        | L1                 | 20         | 8          | CF              | 3               | 0               | -                  | -                  | -                  | -           | -           | -           | 23     | 8      |
| Totale Stade Reims | Totale Stade Reims | Totale Stade Reims | 45         | 12         |                 | 3               | 0               |                    | -                  | -                  |             | -           | -           | 48     | 12     |
| Totale carriera    | Totale carriera    | Totale carriera    | 186        | 53         |                 | 26              | 12              |                    | 7                  | 3                  |             | -           | -           | 219    | 68     |

### Cronologia presenze e reti in nazionale
| Cronologia completa delle presenze e delle reti in nazionale ― Giappone | Cronologia completa delle presenze e delle reti in nazionale ― Giappone | Cronologia completa delle presenze e delle reti in nazionale ― Giappone | Cronologia completa delle presenze e delle reti in nazionale ― Giappone | Cronologia completa delle presenze e delle reti in nazionale ― Giappone | Cronologia completa delle presenze e delle reti in nazionale ― Giappone | Cronologia completa delle presenze e delle reti in nazionale ― Giappone | Cronologia completa delle presenze e delle reti in nazionale ― Giappone |
| Data                                                                    | Città                                                                   | In casa                                                                 | Risultato                                                               | Ospiti                                                                  | Competizione                                                            | Reti                                                                    | Note                                                                    |
| ----------------------------------------------------------------------- | ----------------------------------------------------------------------- | ----------------------------------------------------------------------- | ----------------------------------------------------------------------- | ----------------------------------------------------------------------- | ----------------------------------------------------------------------- | ----------------------------------------------------------------------- | ----------------------------------------------------------------------- |
| 24-3-2023                                                               | Tokyo                                                                   | Giappone                                                                | 1 – 1                                                                   | Uruguay                                                                 | Amichevole                                                              | -                                                                       | 89’                                                                     |
| 15-6-2023                                                               | Toyota                                                                  | Giappone                                                                | 6 – 0                                                                   | El Salvador                                                             | Amichevole                                                              | 1                                                                       | 46’                                                                     |
| 12-9-2023                                                               | Genk                                                                    | Giappone                                                                | 4 – 2                                                                   | Turchia                                                                 | Amichevole                                                              | 2                                                                       | 29’ 46’                                                                 |
| 13-10-2023                                                              | Niigata                                                                 | Giappone                                                                | 4 – 1                                                                   | Canada                                                                  | Amichevole                                                              | 1                                                                       | 61’                                                                     |
| 1-1-2024                                                                | Tokyo                                                                   | Giappone                                                                | 5 – 0                                                                   | Thailandia                                                              | Amichevole                                                              | 1                                                                       | 46’                                                                     |
| 14-1-2024                                                               | Doha                                                                    | Giappone                                                                | 4 – 2                                                                   | Vietnam                                                                 | Coppa d'Asia 2023 - 1º turno                                            | 1                                                                       | 63’                                                                     |
| 24-1-2024                                                               | Doha                                                                    | Giappone                                                                | 3 – 1                                                                   | Indonesia                                                               | Coppa d'Asia 2023 - 1º turno                                            | -                                                                       | 69’                                                                     |
| 31-1-2024                                                               | Doha                                                                    | Bahrein                                                                 | 1 – 3                                                                   | Giappone                                                                | Coppa d'Asia 2023 - Ottavi di finale                                    | -                                                                       | 68’                                                                     |
| 6-6-2024                                                                | Yangon                                                                  | Birmania                                                                | 0 – 5                                                                   | Giappone                                                                | Qual. Mondiali 2026                                                     | 2                                                                       |                                                                         |
| 11-6-2024                                                               | Hiroshima                                                               | Giappone                                                                | 5 – 0                                                                   | Siria                                                                   | Qual. Mondiali 2026                                                     | -                                                                       | 46’                                                                     |
| 10-9-2024                                                               | Riffa                                                                   | Bahrein                                                                 | 0 – 5                                                                   | Giappone                                                                | Qual. Mondiali 2026                                                     | -                                                                       | 73’                                                                     |
| 10-10-2024                                                              | Gedda                                                                   | Arabia Saudita                                                          | 0 – 2                                                                   | Giappone                                                                | Qual. Mondiali 2026                                                     | -                                                                       | 88’                                                                     |
| 15-10-2024                                                              | Saitama                                                                 | Giappone                                                                | 1 – 1                                                                   | Australia                                                               | Qual. Mondiali 2026                                                     | -                                                                       | 70’                                                                     |
| 19-11-2024                                                              | Xiamen                                                                  | Cina                                                                    | 1 – 3                                                                   | Giappone                                                                | Qual. Mondiali 2026                                                     | -                                                                       | 64’                                                                     |
| 20-3-2025                                                               | Saitama                                                                 | Giappone                                                                | 2 – 0                                                                   | Bahrein                                                                 | Qual. Mondiali 2026                                                     | -                                                                       | 76’                                                                     |
| 25-3-2025                                                               | Saitama                                                                 | Giappone                                                                | 0 – 0                                                                   | Arabia Saudita                                                          | Qual. Mondiali 2026                                                     | -                                                                       |                                                                         |
| 5-6-2025                                                                | Perth                                                                   | Australia                                                               | 1 – 0                                                                   | Giappone                                                                | Qual. Mondiali 2026                                                     | -                                                                       | 64’                                                                     |
| 10-6-2025                                                               | Suita                                                                   | Giappone                                                                | 6 – 0                                                                   | Indonesia                                                               | Qual. Mondiali 2026                                                     | -                                                                       | 46’                                                                     |
| Totale                                                                  |                                                                         | Presenze                                                                | 18                                                                      |                                                                         | Reti                                                                    | 8                                                                       |                                                                         |

| Cronologia completa delle presenze e delle reti in nazionale ― Giappone under 23 | Cronologia completa delle presenze e delle reti in nazionale ― Giappone under 23 | Cronologia completa delle presenze e delle reti in nazionale ― Giappone under 23 | Cronologia completa delle presenze e delle reti in nazionale ― Giappone under 23 | Cronologia completa delle presenze e delle reti in nazionale ― Giappone under 23 | Cronologia completa delle presenze e delle reti in nazionale ― Giappone under 23 | Cronologia completa delle presenze e delle reti in nazionale ― Giappone under 23 | Cronologia completa delle presenze e delle reti in nazionale ― Giappone under 23 |
| Data                                                                             | Città                                                                            | In casa                                                                          | Risultato                                                                        | Ospiti                                                                           | Competizione                                                                     | Reti                                                                             | Note                                                                             |
| -------------------------------------------------------------------------------- | -------------------------------------------------------------------------------- | -------------------------------------------------------------------------------- | -------------------------------------------------------------------------------- | -------------------------------------------------------------------------------- | -------------------------------------------------------------------------------- | -------------------------------------------------------------------------------- | -------------------------------------------------------------------------------- |
| 21-3-2018                                                                        | Asunción                                                                         | Cile under 23                                                                    | 2 – 0                                                                            | Giappone under 23                                                                | Amichevole                                                                       | -                                                                                | 55’                                                                              |
| 25-3-2018                                                                        | Asunción                                                                         | Paraguay under 23                                                                | 2 – 1                                                                            | Giappone under 23                                                                | Amichevole                                                                       | -                                                                                | 80’                                                                              |
| Totale                                                                           |                                                                                  | Presenze                                                                         | 2                                                                                |                                                                                  | Reti                                                                             | 0                                                                                |                                                                                  |

| Cronologia completa delle presenze e delle reti in nazionale ― Giappone under 20 | Cronologia completa delle presenze e delle reti in nazionale ― Giappone under 20 | Cronologia completa delle presenze e delle reti in nazionale ― Giappone under 20 | Cronologia completa delle presenze e delle reti in nazionale ― Giappone under 20 | Cronologia completa delle presenze e delle reti in nazionale ― Giappone under 20 | Cronologia completa delle presenze e delle reti in nazionale ― Giappone under 20 | Cronologia completa delle presenze e delle reti in nazionale ― Giappone under 20 | Cronologia completa delle presenze e delle reti in nazionale ― Giappone under 20 |
| Data                                                                             | Città                                                                            | In casa                                                                          | Risultato                                                                        | Ospiti                                                                           | Competizione                                                                     | Reti                                                                             | Note                                                                             |
| -------------------------------------------------------------------------------- | -------------------------------------------------------------------------------- | -------------------------------------------------------------------------------- | -------------------------------------------------------------------------------- | -------------------------------------------------------------------------------- | -------------------------------------------------------------------------------- | -------------------------------------------------------------------------------- | -------------------------------------------------------------------------------- |
| 23-5-2019                                                                        | Bydgoszcz                                                                        | Giappone under 20                                                                | 1 – 1                                                                            | Ecuador under 20                                                                 | Mondiali Under-20 2019 - 1º turno                                                | -                                                                                | 90+3’                                                                            |
| 26-5-2019                                                                        | Gdynia                                                                           | Messico under 20                                                                 | 0 – 3                                                                            | Giappone under 20                                                                | Mondiali Under-20 2019 - 1º turno                                                | -                                                                                | 76’                                                                              |
| 29-5-2019                                                                        | Bydgoszcz                                                                        | Italia under 20                                                                  | 0 – 0                                                                            | Giappone under 20                                                                | Mondiali Under-20 2019 - 1º turno                                                | -                                                                                | 22’                                                                              |
| 4-6-2019                                                                         | Lublino                                                                          | Giappone under 20                                                                | 0 – 1                                                                            | Corea del Sud under 20                                                           | Mondiali Under-20 2019 - Ottavi di finale                                        | -                                                                                | 68’                                                                              |
| Totale                                                                           |                                                                                  | Presenze                                                                         | 4                                                                                |                                                                                  | Reti                                                                             | 0                                                                                |                                                                                  |

## Palmarès

### Individuale
- J. League Cup Premio Nuovo Eroe: 1

2019